# 相模湖町
相模湖町（さがみこまち）は、神奈川県の北西に位置した津久井郡にかつてあった町である。
2006年3月20日に相模原市に編入された。2010年4月からは相模原市緑区の一部である。

## 地理
- 山：景信山、孫山、嵐山、石老山
- 河川：相模川、道志川
- 湖沼：相模湖、津久井湖
- ダム：相模ダム、沼本ダム

## 沿革
かつては甲州街道の宿場町（小原宿、与瀬宿）として栄えた。
- 1889年4月1日 市町村制施行により、津久井郡小原（おばら）町・千木良村・与瀬駅が成立、小原町外1駅1ヶ村組合を結成。内郷村（寸沢嵐（すわらし）村＋若柳村）も誕生。
- 1913年4月1日 与瀬駅が与瀬町に改称。のちに内郷村も加えて与瀬町外2ヶ町村組合を結成。
- 1947年、相模ダム完成により相模川を堰き止めた人造湖ができ、相模湖と名付けられた。
- 1955年1月1日 与瀬町外2ヶ町村組合が町村合併、津久井郡相模湖町が発足。
- 1962年、相模湖町千木良地域を中心に東京都八王子市への合併運動が展開されたが、人造湖である相模湖を有する神奈川県の重要な水源地である、越境合併となることなどから合併は困難となり立ち消えとなる。
- 1968年、中央自動車道が開通し相模湖東出口が開設。
- 2006年3月20日 八王子市への合併構想が再度見られたが前述の理由により困難なため、津久井郡津久井町と共に相模原市に編入され、相模原市相模湖町（さがみこちょう）となり、地域自治区が2011年3月31日まで設置されている。詳細は相模原市を参照のこと。
- 2010年4月1日 - 相模原市が全国19番目の政令指定都市に移行し、相模湖地域の行政区は緑区となり、住所から「相模湖町」の表記が外れる（相模原市相模湖町○○→相模原市緑区○○）。郵便番号の大規模変更も行われ、「252」から始まることとなった。

## 行政

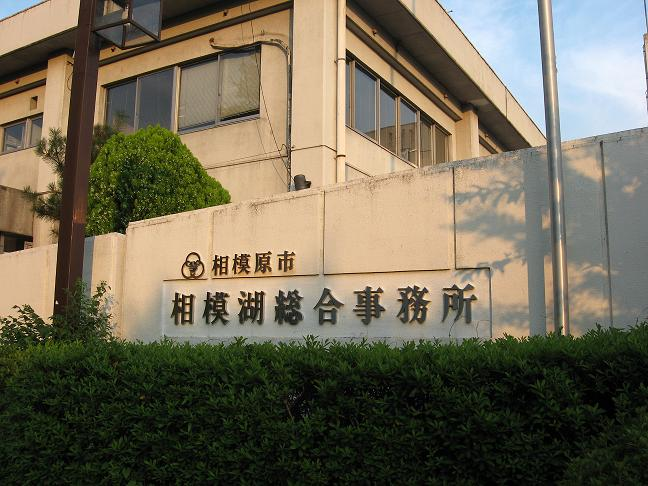
編入後の総合事務所（相模湖町地域自治区総合事務所）

### 行政機構
- 町長
  - 助役
    - 総務部
      - 企画財政課
      - 総務課
      - 税務課

    - 民生部
      - 町民課
      - 老人福祉センター国保診療所
      - 健康福祉課

    - 産業建設部
      - 産業環境課
      - 都市整備課
      - 下水道課

### 広域行政
- 津久井郡広域行政組合 - ゴミや屎尿の処理・消防や救急医療などの一般事務を分掌していた一部事務組合。2006年3月19日解散。
- 相模湖モーターボート競走組合 - 平和島競艇を主催する収益事業を分掌していた一部事務組合。2005年3月31日解散。

## 財政
- 平成16年度（2004年度）
- 標準財政規模 21億2139万円
- 財政力指数 0.50
- 経常収支比率 95.0％
- 実質単年度収支 2227万円の黒字
- 公債費比率 16.7%
- 地方債残高（普通会計分のみ） 39億5580万円
- 人口（住民基本台帳） 9724人 (H16.3.31)
- 歳入 歳入総額 32億6822万円
  - 地方税（市町村税）10億2240万円 : 歳入に占める割合 31.3％
  - 地方交付税 9億4428万円 : 歳入に占める割合 28.9％
  - 臨時財政対策債 2億6080万円 : 歳入に占める割合 8.0%
- 歳出 歳出総額 31億8445万円
  - 人件費 9億1196万円 : 歳出に占める割合28.6％
  - 扶助費（生活保護費など） 1億4402万円 : 歳出に占める割合　4.5％
  - 公債費（地方債の返済） 4億3745万円 : 歳出に占める割合　13.7％
- 職員数
  - 一般職員 90名 （うち技能労務職　9名）、教育公務員3名、合計93名 （消防職は一部事務組合）
  - 人口1000人当たりの職員数 9.563人
- 一人当たり平均給料月額 32万4300円 注）すべての職員手当等を含まない数字

## 地域

### 教育

#### 学校教育
大学
- 帝京大学相模湖キャンパス（薬学部）

中学校
- 相模湖町立内郷中学校
- 相模湖町立北相中学校

小学校
- 相模湖町立内郷小学校
- 相模湖町立千木良小学校
- 相模湖町立桂北小学校

#### 社会教育
2003年10月、隣接する藤野町とともに、同じく隣接する東京都八王子市との間に公の施設の相互利用協定を結び、八王子市立中央図書館などの社会教育施設について、相模湖町民の利用が可能になった。
- ホール･集会場
  - 神奈川県立相模湖交流センター
- 博物館
  - 相模湖町立相模湖記念館（県立相模湖交流センター内）
- 公民館
  - 桂北公民館
  - 千木良公民館
- 体育施設
  - 神奈川県立相模湖漕艇場
  - 与瀬・内郷町民グランド
  - 武道場
  - 小原プール

## 隣接していた自治体
- 津久井郡津久井町
- 同郡藤野町
- 東京都八王子市

## 交通

### 鉄道路線
- 東日本旅客鉄道（JR東日本）中央本線
  - - 相模湖駅 -

### バス路線
- 神奈川中央交通・津久井神奈交バス

### 道路
高速道路
- 中央自動車道（相模湖東出口、注：相模湖ICは相模原市藤野町である）

一般国道
- 国道20号（甲州街道）
- 国道412号

都道府県道
- 一般県道
  - 神奈川県道515号三井相模湖線
  - 神奈川県道516号浅川相模湖線
  - 神奈川県道517号奥牧野相模湖線
  - 神奈川県道518号藤野津久井線
  - 神奈川県道519号相模湖停車場線

## 名所・旧跡・観光スポット・祭事・催事
- 相模湖
- さがみ湖リゾート プレジャーフォレスト（旧・さがみ湖ピクニックランド）
- 寸沢嵐石器時代遺跡